# Centaurea stoebe
La  centaurea dei prati steppici  (nome scientifico  Centaurea stoebe  L., 1753) è una pianta erbacea, angiosperma dicotiledone, appartenente alla famiglia delle Asteraceae.

## Etimologia
Il nome generico (Centaurea) deriva dal Centauro Chirone. Nella mitologia greca si racconta che Chirone, ferito ad un piede, guarì medicandosi con una pianta di fiordaliso. L'epiteto specifico di questa pianta ( stoebe ) ha una etimologia un po' incerta. Lo scrittore e naturalista romano Plinio (Como, 23 – Stabia, 79) con il vocabolo ”stoebe” cita una pianta non meglio identificata chiamata anche ”pheos”; ma lo stesso nome ( ”stoibe”) venne usato anche dal medico, botanico e naturalista greco della Roma antica Dioscoride (Anazarbe, 40 – 90) indicando la specie Poterium spinoso (ora appartenente al genere Sarcopoterium con il nome di Sarcopoterium spinoso).

Il binomio scientifico della pianta di questa voce è stato proposto per la prima volta da Carl von Linné (1707 – 1778) biologo e scrittore svedese, considerato il padre della moderna classificazione scientifica degli organismi viventi, nella pubblicazione "Species Plantarum" del 1753.

## Descrizione

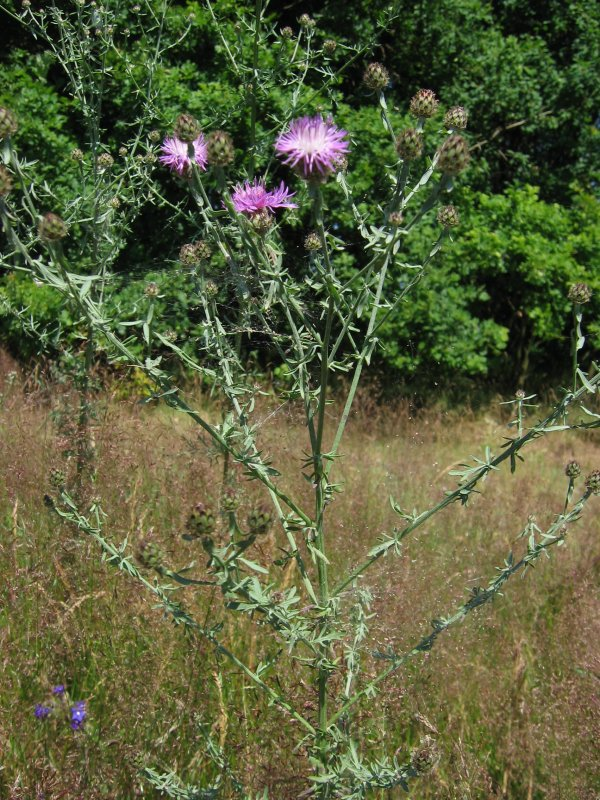
Il portamento

L'altezza di queste piante varia da 2 a 6 dm (massimo 12 dm). La forma biologica è emicriptofita bienne (H bienn), ossia sono piante con gemme svernanti al livello del suolo e protette dalla lettiera o dalla neve; si distinguono dalle altre per il ciclo vitale di tipo biennale. Tutta la pianta è verde con un tomento ragnateloso effimero.

### Radici
Le radici sono secondarie da fittone.

### Fusto
- Parte ipogea: la parte sotterranea è fittonante.
- Parte epigea: la parte aerea del fusto è eretta e ramosa; la superficie è ruvida con striature longitudinali.

### Foglie
Le foglie si distinguono in foglie basali e foglie cauline; in genere si presentano da grigio-vardastre a aracnoidee.
- Foglie basali: sono assenti alla fioritura; hanno una forma tipo 2-pennatifida con segmenti lanceolati; la lunghezza è di 1 dm e più; sono simili a quelle cauline ma più grandi.
- Foglie cauline: hanno una lamina di tipo 2-pennatosetta con 2 – 4 paia di stretti segmenti laterali e uno centrale terminale con una forma lineare-spatolata; la foglia è lunga 2 – 6 cm; i segmenti laterali sono larghi 1 – 2 mm, quello terminale è largo 2 – 4 mm e lungo 15 – 25 mm. Le insenature tra i segmenti sono acute. La superficie è pubescente.

### Infiorescenza

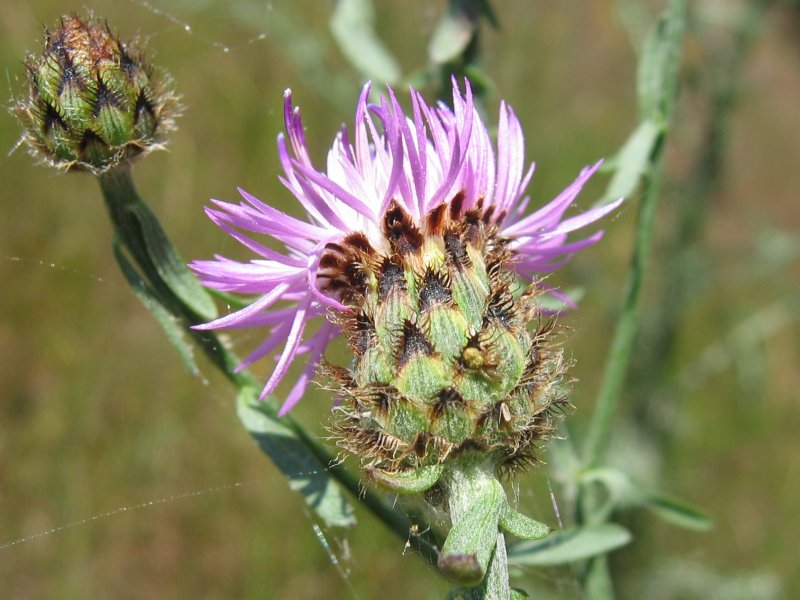
L’involucro

Le infiorescenze sono formate da numerosi capolini in formazione corimbosa. I capolini sono formati da un involucro  composto da diverse squame disposte in modo embricato e ravvicinato (le appendici si toccano o si sovrappongono) al cui interno un ricettacolo fa da base ai fiori. La forma dell'involucro è in genere ovoidea; nella parte alta si apre ed acquista una forma emisferica (diametro di 12 mm e oltre). Le squame sono dotate di un'appendice interamente bruno chiara portante 6 – 12 ciglia per lato di colore più chiaro (le ciglia sono lunghe 1,5 – 2,5 mm e superano la parte indivisa della squama); le ciglia sono strettamente concresciute alla base; le squame sono inoltre dotate di una nervatura centrale. Diametro dei capolini: 15 – 25 mm. Diametro dell'involucro: 8 – 13 mm.

### Fiore

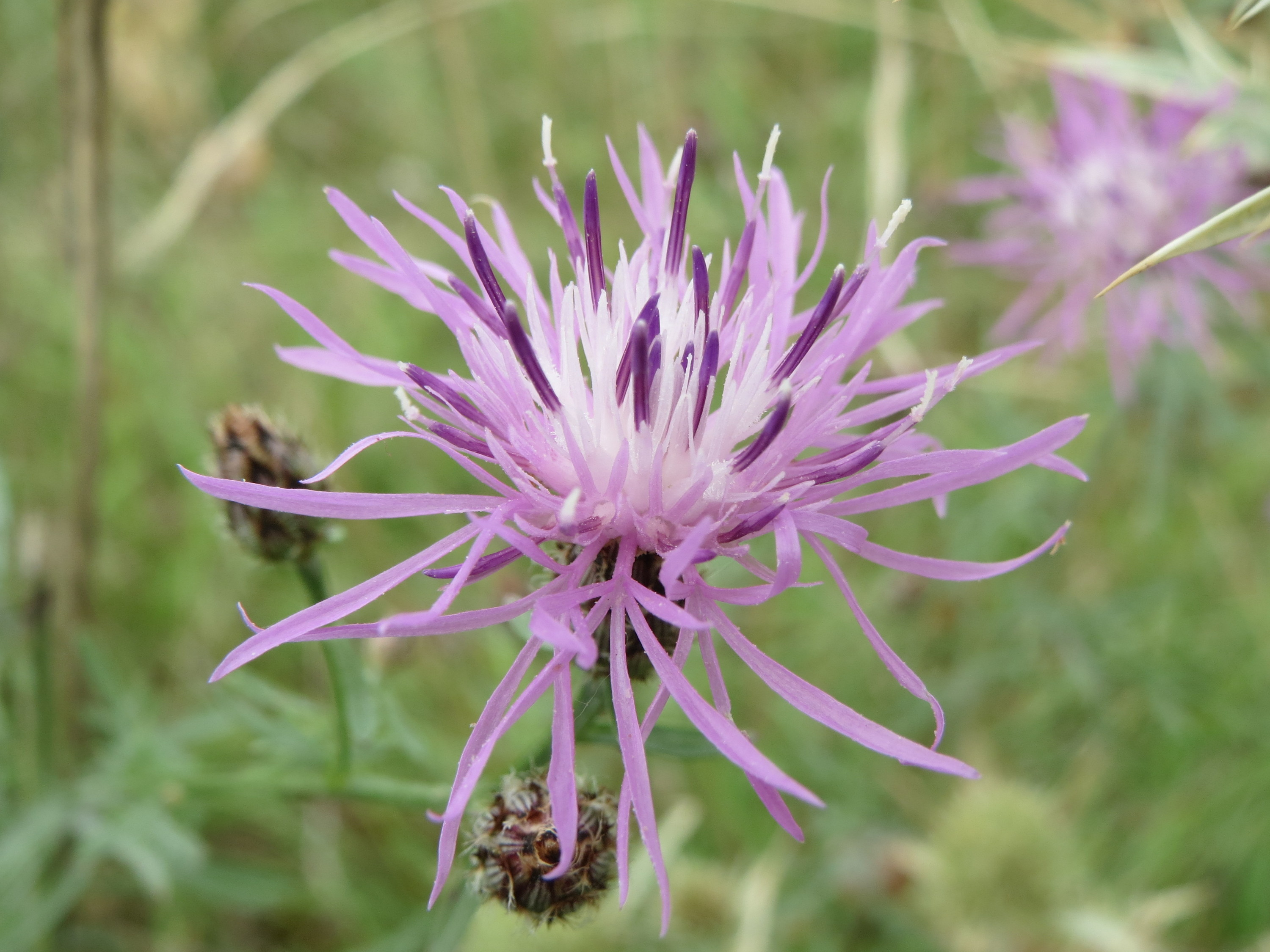
I fiori

I fiori sono tutti del tipo tubuloso (il tipo ligulato, i fiori del raggio, presente nella maggioranza delle Asteraceae, qui è assente), sono ermafroditi (in particolare quelli centrali), tetra-ciclici (sono presenti 4 verticilli: calice – corolla – androceo – gineceo) e pentameri (ogni verticillo ha 5 elementi).
- Formula fiorale:

- /x K {\displaystyle \infty }, [C (5), A (5)], G 2 (infero), achenio

- Calice: i sepali del calice sono ridotti ad una coroncina di squame.
- Corolla: la corolla è tubulosa con apice a 5 lobi esili. Quelli centrali sono zigomorfi e sono ermafroditi, quelli periferici sono attinomorfi, più grandi (i lobi sono allargati), sterili e disposti in modo patente per rendere più appariscente tutta l'infiorescenza (in queste specie i fiori raggianti sono numerosi).[3]. Il colore della corolla è roseo.
- Androceo: gli stami sono 5 con filamenti liberi ma corti (sono pelosi verso la metà della loro lunghezza), mentre le antere sono saldate in un manicotto (o tubo) circondante lo stilo e lungo quasi quanto la corolla; la parte superiore è costituita da prolungamenti coriacei.[16] I filamenti delle antere sono provvisti di movimenti sensitivi attivati da uno stimolo tattile qualsiasi (come ad esempio un insetto pronubo) in modo da far liberare dalle antere il polline. Contemporaneamente anche lo stilo si raddrizza per ricevere meglio il polline.[3]
- Gineceo: gli stigmi dello stilo sono due divergenti; l'ovario è infero uniloculare formato da 2 carpelli.[16]
- Antesi: la fioritura va da giugno a luglio (settembre).

### Frutti
I frutti sono degli acheni con pappo. Gli acheni sono lunghi 3 – 3,5 mm, mentre il pappo è lungo fino a 1 mm.

## Biologia
- Impollinazione: l'impollinazione avviene tramite insetti (impollinazione entomogama).
- Riproduzione: la fecondazione avviene fondamentalmente tramite l'impollinazione dei fiori (vedi sopra).
- Dispersione: i semi cadendo a terra (dopo essere stati trasportati per alcuni metri dal vento per merito del pappo – disseminazione anemocora) sono successivamente dispersi soprattutto da insetti tipo formiche (disseminazione mirmecoria).

## Distribuzione e habitat

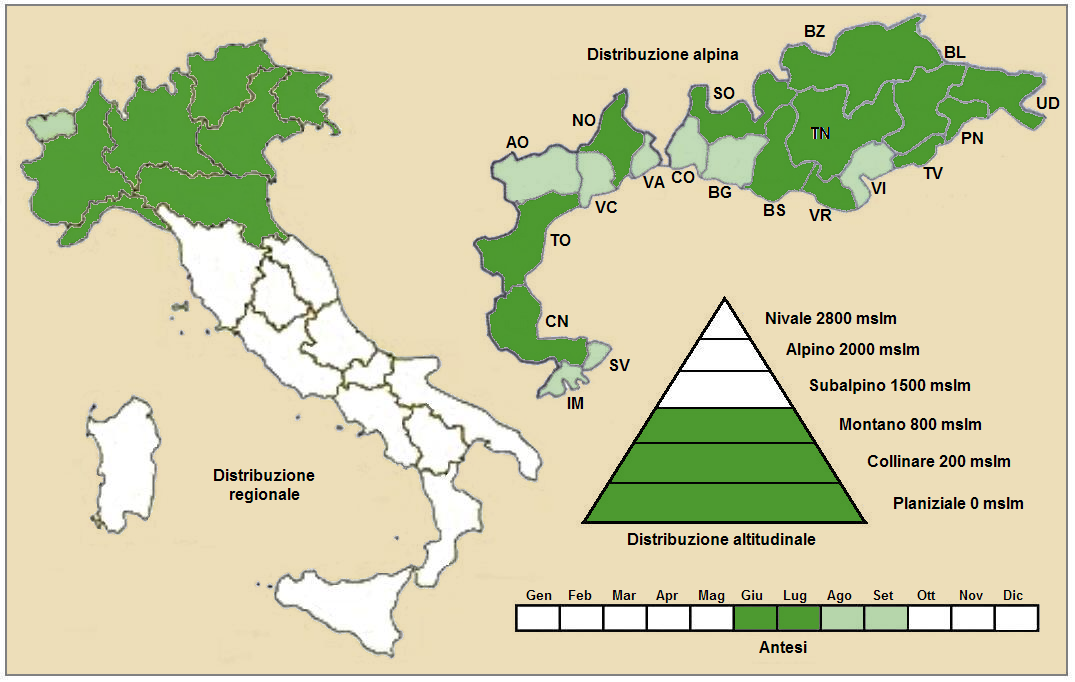
Distribuzione della pianta
(Distribuzione regionale – Distribuzione alpina)

- Geoelemento: il tipo corologico (area di origine) è Est - Alpico, ma anche Eurasiatico.
- Distribuzione: in Italia questa specie è presente soprattutto al nord. Fuori dai confini italiani, ma sempre nelle Alpi, è presente in Francia (dipartimenti di Hautes-Alpes e Drôme), in Svizzera (cantoni Ticino e Grigioni), in Austria (Länder del Tirolo Settentrionale, Tirolo Orientale, Salisburgo, Carinzia, Stiria, e Austria Inferiore) e in Slovenia. Sugli altri rilievi europei si trova nei Vosgi, Massiccio Centrale, Pirenei e Carpazi.[18] Si trova inoltre nell'Europa mediterranea, gran parte dell'Asia (esclusa la parte più a sud), mentre è considerata specie naturalizzata negli USA e in Australia.[19]
- Habitat: l'habitat tipico sono i prati aridi steppici; ma anche le aree presso le rupi, i muri o i ripari sotto roccia, i margini erbacei dei boschi e arbusteti meso-termofili. Il substrato preferito è sia calcareo che siliceo con pH neutro, medi valori nutrizionali del terreno che deve essere arido.[18]
- Distribuzione altitudinale: sui rilievi queste piante si possono trovare fino a 1.500 m s.l.m.; frequentano quindi i seguenti piani vegetazionali: collinare e montano (oltre a quello planiziale – a livello del mare).

### Fitosociologia

#### Areale alpino
Dal punto di vista fitosociologico alpino la pianta di questa voce appartiene alla seguente comunità vegetale:
Formazione: delle comunità a emicriptofite e camefite delle praterie rase magre secche
Classe: Festuco-Brometea
Ordine: Festucetalia valesiacae 

#### Areale italiano
Per l'areale completo italiano la sottospecie pennata appartiene alla seguente comunità vegetale:
Macrotipologia: vegetazione delle praterie
Classe: Festuco valesiacae-brometea erecti Br.-Bl. & Tüxen ex Br.-Bl., 1949
Ordine: Festucetalia valesiacae Br.-Bl. & Tüxen ex Br.-Bl., 1949
Alleanza: Festucion valesiacae Klika, 1931
Descrizione: l'alleanza Festucion valesiacae è relativa alle praterie steppiche continentali che crescono sui versanti esposti a sud nelle aree più calde ed aride dell’Europa centrale e delle Alpi. Le specie dominanti per questa alleanza sono quelle dei generi Festuca e Stipa. I suoli preferiti sono quelli calcarei. La distribuzione di questo gruppo è relativa alle regioni (sub-) continentali dell’Europa centrale e orientale. In Italia si rinviene nei settori più caldi delle Alpi.
Alcune specie presenti nell'associazione: Salvia nemorosa, Achillea millefolium, Artemisia campestris, Asperula cynanchica, Carex humilis, Centaurea stoebe, Dianthus carthusianorum, Eryngium campestre, Euphorbia cyparissias, Festuca rupicola, Festuca valesiaca, Iris pumila, Koeleria macrantha, Potentilla arenaria, Stipa pulcherrima, Stipa capillata e Thymus pannonicus.
Altre associazioni vegetali per questa specie sono:
- Koelerio macranthae-Phleion phleoidis
- Alysso alyssoidis-Sedion albi
- Stipo-Poion xerophilae
- Stipo capillatae-Poion carniolicae

### Invasività
In alcune aree degli USA la specie  Centaurea stoebe  è considerata invasiva. Da alcuni studi fatti sembra che il successo di alcune piante invasive sia dovuto in parte al fatto che gli organismi nativi non siano capaci di far fronte a cambiamenti chimici del terreno causati dalle specie invasive; nel presente caso si è riscontrato che l'essudato (catechina) delle radici di  Centaurea stoebe  impedisce la nitrificazione del terreno mettendo quindi in difficoltà le specie native.

## Tassonomia
La famiglia di appartenenza di questa voce (Asteraceae o Compositae, nomen conservandum) probabilmente originaria del Sud America, è la più numerosa del mondo vegetale, comprende oltre 23.000 specie distribuite su 1.535 generi, oppure 22.750 specie e 1.530 generi secondo altre fonti (una delle checklist più aggiornata elenca fino a 1.679 generi). La famiglia attualmente (2021) è divisa in 16 sottofamiglie.
La tribù Cardueae (della sottofamiglia Carduoideae) a sua volta è suddivisa in 12 sottotribù (la sottotribù Centaureinae è una di queste).
Il genere Centaurea elenca oltre 700 specie distribuite in tutto il mondo, delle quali un centinaio sono presenti spontaneamente sul territorio italiano.

### Filogenesi
La classificazione della sottotribù rimane ancora problematica e piena di incertezze. Il genere di questa voce è inserito nel gruppo tassonomico informale Centaurea Group formato dal solo genere Centaurea. La posizione filogenetica di questo gruppo nell'ambito della sottotribù è definita come il "core" della sottotribù; ossia è stato l'ultimo gruppo a divergere intorno ai 10 milioni di anni fa.
La  Centaurea stoebe  appartiene al gruppo delle centauree le cui brattee (o squame) dell'involucro terminano con una appendice decorrente, ossia non è chiaramente separata (tramite una strozzatura) dal corpo sottostante della squama e all'apice è presente una singola spina oppure le brattee sono inermi (in base alla suddivisione proposta da Pignatti). Questa suddivisione comunque è priva di valore tassonomico ma puramente di comodo dato il grande numero di specie spontanee presenti sul territorio italiano.
Questi caratteri sono condivisi con le seguenti specie (sono indicati alcuni caratteri distintivi per ogni specie):
- Centaurea veneris  (Sommier) Bég. - Fiordaliso di Porto Venere: il pappo è lungo più di 2/3 della lunghezza dell'achenio.
- Centaurea pestalotii  De Not. ex Ces. - Fiordaliso di Pestalozza: i fusti sono ascendenti e ramosi alla base; le appendici delle brattee sono denticolate-erose; il pappo è lungo da 1/3 a 1/2 della lunghezza dell'achenio.
- Centaurea aetaliae  (Sommier) Bég. - Fiordaliso dell'Elba: il portamento delle piante è cespitoso-ramoso; le appendici delle brattee sono denticolate-erose; il pappo è lungo da 1/3 a 1/2 della lunghezza dell'achenio.

A questo gruppo sono da aggiungere altre due specie (secondo la "Flora d'Italia" C. ilvensis, C. aetaliae e C. litigiosa formano un gruppo di specie i cui rapporti sono da chiarire):
- Centaurea ilvensis  (Sommier) Arrigoni
- Centaurea litigiosa  (Fiori) Arrigoni

Il numero cromosomico di C. stoebe  è: 2n = 18 e 36.

### Variabilità
La tassonomia di questa specie è rimasta confusa per diversi anni a causa della forte variabilità di alcuni suoi caratteri (vedi paragrafo seguente). Spesso per questa entità sono stati usati diversi nomi alternativi: C. rhenana, C. maculosa e C. biebersteinii. Manca ancora uno studio approfondito e completo su questo gruppo. Attualmente (secondo alcune checklist) in C. stoebe  sono incluse anche le seguenti specie:
- Centaurea coziensis Nyár.
- Centaurea cylindrocephala  Bornm.
- Centaurea kemulariae  Dumbadze
- Centaurea kubanica  Klokov
- Centaurea pseudomaculosa  Dobrocz.
- Centaurea savranica  Klokov
- Centaurea vatevii  Degen & al.

La Centaurea stoebe è una specie molto variabile. I caratteri più soggetti a variabilità sono il colore e l'aspetto delle appendici delle squame dell'involucro, la lunghezza del pappo, la disposizione delle squame (l'apice dell'appendice della squama sottostante può ricoprire variamente la squama soprastante).

Sandro Pignatti nella sua opera “Flora d'Italia” (prima edizione 1982) descrive diverse entità ora considerate incluse nella specie di questa voce. Queste entità anche se non hanno nessun valore tassonomico vengono ugualmente descritte qui sotto a puro scopo documentativo.
- Centaurea rhenana Boreau: le squame medie sono debolmente embricate in quanto le appendici delle squame sottostanti non ricoprono la base di quelle soprastanti; le appendici delle squame dell'involucro sono lunghe 1 – 1,5 mm; il pappo è lungo 2 – 3 mm. Il tipo corologico (area di origine) è Centro-Europeo Sudsiberiano. L'habitat di questa entità sono i pascoli steppici. La distribuzione più vicina all'Italia è l'areale che va dalla Boemia al bacino viennese. Questa varietà potrebbe non essere presente in Italia.
- Centaurea maculosa Lam. - Fiordaliso dei pascoli: le appendici delle squame dell'involucro sono brune (non nere) con ciglia di colore pallido o biancastro; il pappo è lungo solamente 1 mm. Il tipo corologico (area di origine) è Centro-Europeo. L'habitat tipico di questa entità sono i prati aridi steppici, i pendii aridi e in genere le zone incolte. In Italia è presente, ma raramente, al nord.
- Centaurea chaubardii Rchb.: la pianta si presenta con un tomento biancastro; i capolini sono più piccoli (6 – 8 mm); le ciglia delle appendici sono allungate fino a 2 mm. Potrebbe essere presente in Piemonte.
- Centaurea brachtii Rchb. (sinonimo di Centaurea pestalotii De Not. ex Ces.[38]): ha un'altezza minore (3 – 5 dm); le ciglia più esterne delle appendici sono incompletamente divise, sono cioè saldata ad una irregolare lamina lacerata. Si trova forse sulle coste dell'Italia settentrionale.

#### Sottospecie
Le seguenti sottospecie sono riconosciute valide per questa specie:
- Centaurea stoebe subsp. australis (Pančić ex A.Kern.) Greuter, 2003 (basionimo: Centaurea australis Pančić ex A.Kern.) - Distribuzione: Lombardia, mentre nei Friuli-Venezia Giulia è considerata specie naturalizzata.[17] Fuori dall'Italia è presente nell'Europa Orientale.[39]
- Centaurea stoebe subsp. serbica (Prodan) Ochsmann, 2000 (basionimo: Centaurea affinis subsp. serbica Prodan) - Distribuzione: Penisola Balcanica[40]
- Centaurea stoebe subsp. stoebe (è la stirpe più comune presente in Italia). Distribuzione: Europa (esclusa la penisola Iberica e la parte orientale-meridionale dell'Europa)

### Sinonimi e nomi obsoleti
Questa entità ha avuto nel tempo diverse nomenclature. L'elenco seguente indica alcuni tra i sinonimi più frequenti:

#### Sinonimi
- Acosta biebersteinii  (DC.) Dostál (sinonimo della sottospecie australis)
- Acosta chaubardii  (Rchb.f.) Holub
- Acosta maculosa  (Lam.) Holub
- Acosta micranthos  (S.G.Gmel.) Soják (sinonimo della sottospecie australis)
- Acosta muretii  (Jord.)
- Acosta radoslavoffii  (Urum.) Holub (sinonimo della sottospecie australis)
- Acosta rhenana (Boreau) Soják
- Acosta stoebe  (L.) Soják
- Acosta subalbida  (Jord.) Holub
- Acosta tartarea  (Velen.) Holub (sinonimo della sottospecie serbica)
- Acrolophus biebersteinii  (DC.) Á.Löve & D.Löve (sinonimo della sottospecie australis)
- Acrolophus maculosus  Cass.
- Acrolophus rhenanus  (Boreau ex Nyman) Á.Löve & D.Löve
- Acrolophus subalbidus  Fourr.
- Acrolophus tenuisectus  Fourr.
- Centaurea affinis subsp. serbica Prodan (sinonimo della sottospecie serbica)
- Centaurea affinis subsp. tartarea  (Velen.) T.Georgiadis (sinonimo della sottospecie serbica)
- Centaurea australis Pančić ex A.Kern. (sinonimo della sottospecie australis)
- Centaurea biebersteinii  DC.
- Centaurea biebersteinii  DC. subsp. australis  (A.Kern.) Dostál (sinonimo della sottospecie australis)
- Centaurea biebersteinii  DC. subsp. biebersteinii (sinonimo della sottospecie australis)
- Centaurea biebersteinii  DC. subsp. radoslavoffii  (Urum.) Dostál (sinonimo della sottospecie australis)
- Centaurea biebersteinii  DC. subsp. rhodopaea  Dostál
- Centaurea chaubardii Rchb.
- Centaurea coerulescens subsp. muretii (Jord.) Nyman
- Centaurea coziensis  Nyár.
- Centaurea epapposa  Simonk. (sinonimo della sottospecie australis)
- Centaurea leptoloma  Nyman
- Centaurea maculata  Andrz.
- Centaurea maculosa  Eichw. (sinonimo della sottospecie australis)
- Centaurea maculosa Lam.
- Centaurea maculosa Lam. subsp. albida  (Lecoq & Lamotte) Dostál
- Centaurea maculosa Lam. subsp. biebersteinii  (DC.) Nyman (sinonimo della sottospecie australis)
- Centaurea maculosa Lam. subsp. chaubardii  (Rchb.f.) Dostál
- Centaurea maculosa Lam. subsp. maculosa
- Centaurea maculosa Lam. subsp. micranthos  (Griseb.) S.G.Gmel. ex Gugler (sinonimo della sottospecie australis)
- Centaurea maculosa Lam. subsp. muretii  (Jord.) H.P.Fuchs
- Centaurea maculosa Lam. subsp. rheana  (Boreau) Gugler
- Centaurea maculosa Lam. subsp. renana
- Centaurea maculosa Lam. subsp. subalbida  (Jord.) Dostál
- Centaurea maculosa Lam. var. albida  Lecoq & Lamotte
- Centaurea maculosa Lam. f. rhodopaea Hayek & J. Wagner (sinonimo della sottospecie australis)
- Centaurea micranthos  S.G.Gmel. (sinonimo della sottospecie australis)
- Centaurea micranthos  (Griseb.) S.G.Gmel. ex Hayek (sinonimo della sottospecie australis)
- Centaurea mierghii  Jord.
- Centaurea murettii Jordan
- Centaurea paniculata subsp. maculosa  (Lam.) Rouy
- Centaurea paniculata var. micranthos  Griseb. (sinonimo della sottospecie australis)
- Centaurea pedemontana  Jord.
- Centaurea radoslavoffii  Urum. (sinonimo della sottospecie australis)
- Centaurea rhenana Boreau
- Centaurea rhenana  Nyman
- Centaurea rhenana subsp. rhenana
- Centaurea rhenana subsp. tartarea  (Velen.) Dostál (sinonimo della sottospecie serbica)
- Centaurea rhenana var. rhenana
- Centaurea stoebe L. subsp. maculosa  (Lam.) Schinz & Thell.
- Centaurea stoebe L. subsp. maculosa  (Lam.) Hayek
- Centaurea stoebe L. subsp. micranthos (S.G.Gmel. ex Gugler) Hayek (sinonimo della sottospecie australis)
- Centaurea stoebe L. subsp. rhenana  (Boreau) Schinz & Thell.
- Centaurea stoebe L. subsp. tartarea (Velen.) Stoj. & Acht. (sinonimo della sottospecie serbica)
- Centaurea subalbida  Jord.
- Centaurea sublanata subsp. australis (A. Kern.) Nyman (sinonimo della sottospecie australis)
- Centaurea tartarea  Velen. (sinonimo della sottospecie serbica)
- Centaurea tenuisecta  Jord.
- Centaurea ustulata  Besser (sinonimo della sottospecie australis)

#### Nomi obsoleti
L'elenco seguente indica alcuni nomi della specie di questa voce non ritenuti più validi (tra parentesi il taxon a cui si riferisce eventualmente il nome obsoleto):
- Centaurea stoebe subsp. calvescens (Pančić) Hayek (sinonimo di Centaurea reichenbachii DC.)
- Centaurea stoebe subsp. micrantha
- Centaurea stoebe subsp. vatevii Stoj. & Stef. (sinonimo di Centaurea vatevii)
- Centaurea stoebe f. alba Sigunov
- Centaurea stoebe f. cuneifolia (Sm.) Stoj. & Acht. (sinonimo di Centaurea subulata)